# Anabasis (Gattung)
Anabasis ist eine Pflanzengattung in der Familie der Fuchsschwanzgewächse (Amaranthaceae).

## Beschreibung
Anabasis-Arten sind einjährige oder ausdauernde krautige Pflanzen oder Halbsträucher. Die fleischigen Stängel sind deutlich gegliedert, ihre Oberfläche ist meist kahl bis auf Haarbüschel an den Knoten, seltener mit papillenartigen Trichomen oder wollig behaart. Die Laubblätter stehen gegenständig, sie können zu Schuppen reduziert oder deutlich entwickelt sein.
Die Blütenstände sind verlängerte oder gestauchte Ähren. Die zwittrigen Blüten stehen einzeln oder in Gruppen von bis zu vier eingesunken in den Achseln der Tragblätter, mit zwei seitlichen Vorblättern (Brakteolen). Die Blütenhülle besteht aus 5 etwas ungleich breiten, häutigen Tepalen. Es sind drei bis fünf Staubblätter vorhanden, die keine Anhängsel tragen. Zwischen den Staubblättern können sich Staminodien befinden. Der Fruchtknoten ist vertikal mit zwei bis drei kurzen, dicken Narben. Die reife Frucht kann beerenartig oder trocken sein, sie ist entweder hochkant und zusammengedrückt oder fast kugelig. Der Same steht vertikal und ist etwa linsenförmig. Er wird vom spiraligen Embryo ausgefüllt, ein Nährgewebe fehlt.
Zur Fruchtzeit bilden sich meist auf dem Rücken einiger oder aller Tepalen häutige, etwas ungleich breite Flügel. Selten bleiben die Tepalen ungeflügelt. Die Fruchtreife liegt sehr spät, meist erst im November.

## Verbreitung und Habitat
Die Gattung Anabasis ist von Südwest-Europa und Nord-Afrika über die Küste des Roten Meeres (Äthiopien) bis nach Südwest- und Zentral-Asien verbreitet. Asien ist das Gebiet mit der größten morphologischen Variation. Die Arten wachsen in Steppen und Halbwüsten.

## Systematik
Der Gattungsname Anabasis wurde 1753 von Carl von Linné in Species Plantarum S. 223 erstveröffentlicht. Typusart ist Anabasis aphylla L. Synonyme sind Brachylepis C.A.Meyer und Esfandiaria Sharif & Aellen sowie Fredolia (Coss. & Durieu ex Bunge) Ulbr.
Die Gattung Anabasis gehört in die Tribus Salsoleae s. str. in der Unterfamilie der Salsoloideae innerhalb der Familie der Amaranthaceae.
Sie enthält nach Akhani et al. 2007 29 Arten:

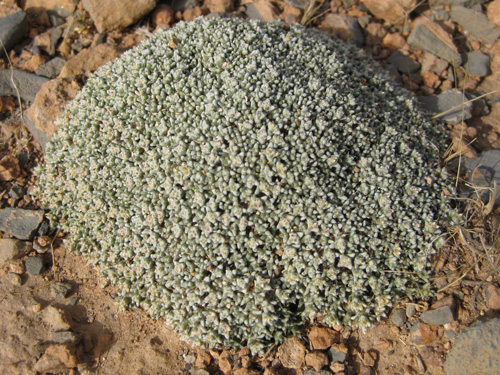
Anabasis aretioides

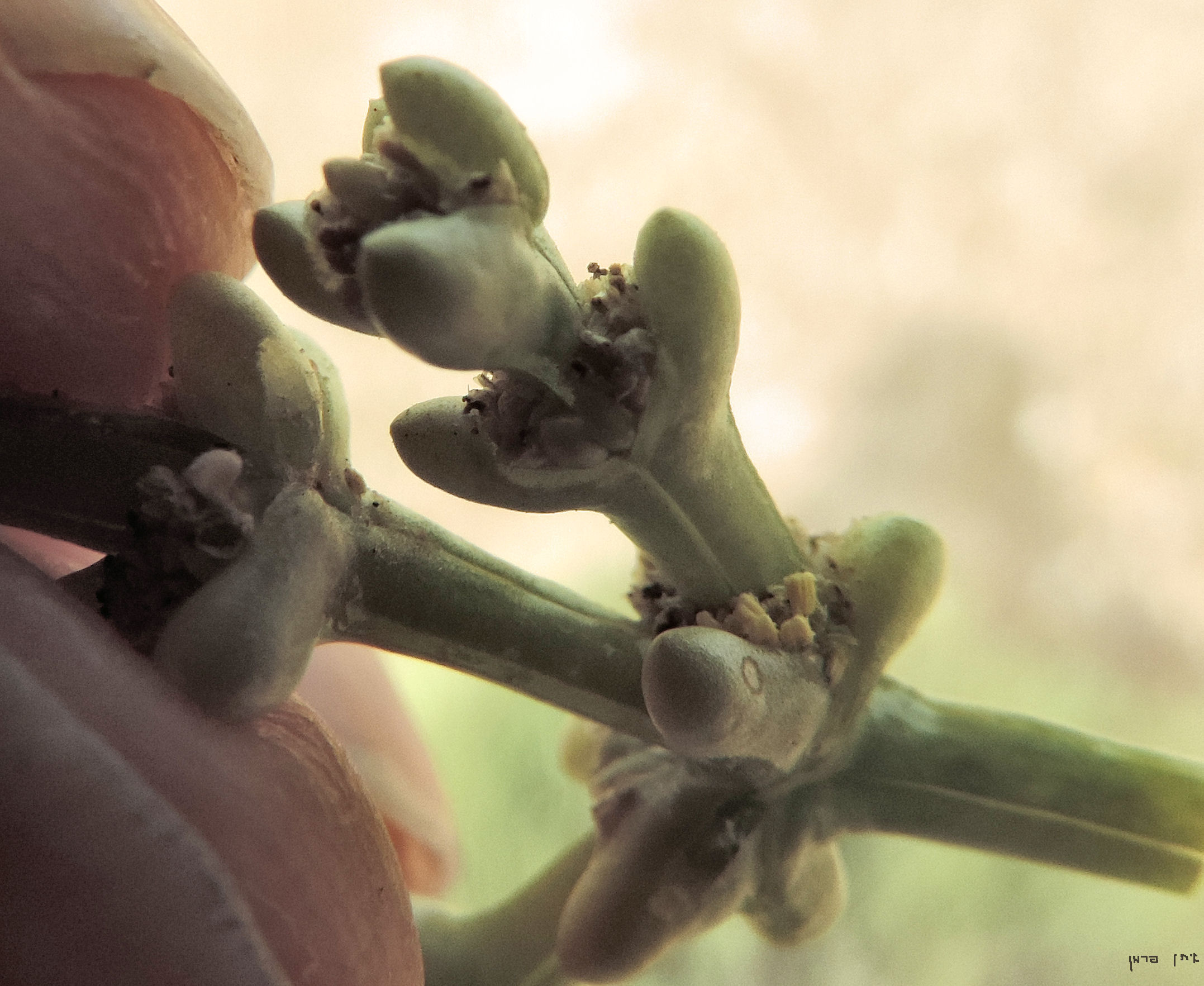
Anabasis setifera, Blütenstand

- Anabasis aphylla L.: Sie kommt im Iran, Irak, im europäischen Russland, im Kaukasusraum, in Kasachstan, Usbekistan und in China vor.[4]
- Anabasis aretioides Moq. & Coss. ex Bunge (Syn.: Fredolia aretioides (Moq. & Coss. ex Bunge) Ulbr.): Algerien bis Mali.[5]
- Anabasis articulata (Forssk.) Moq.: Nordafrika bis Irak und Arabischen Halbinsel, dazu Südspanien.[5]
- Anabasis brachiata Fisch. & C.A.Mey.: Zentralasien.[5]
- Anabasis brevifolia C.A.Mey.: Südwestliches Sibirien bis China.[5]
- Anabasis calcarea (Charif & Aellen) Bokhari & Wendelbo: Iran.[5]
- Anabasis cretacea Pall. (Syn.: Anabasis tianschanica Botsch.): Südöstliches europäisches Russland bis nördliches Xinjiang.[5]
- Anabasis ebracteolata Korov. ex Botsch.: Kasachstan und Usbekistan.[5]
- Anabasis ehrenbergii Schweinf. ex Boiss.: Nordöstlicher Sudan bis Somalia, Sokotra und Arabische Halbinsel.[5]
- Anabasis elatior (C.A.Mey.) Schrenk: Kasachstan, Xinjiang und Mongolei.[5]
- Anabasis eriopoda (Schrenk) Benth. ex Volkens: Iran bis Mongolei und nördliches Xinjiang.[5]
- Anabasis eugeniae Iljin: Transkaukasien bis nördlicher Iran.[5]
- Anabasis ferganica Drob.: Zentralasien.[5]
- Anabasis gypsicola Iljin: Kasachstan.[5]
- Anabasis haussknechtii Bunge ex Boiss. (Syn.: Anabasis iranica Iljin: ): Iran bis westliches Pakistan.[5]
- Anabasis jaxartica (Bunge) Benth. ex Volkens: Zentralasien bis Iran.[5]
- Anabasis lachnantha Aellen & Rech.f.: Südlicher Irak bis Pakistan.[5]
- Anabasis macroptera Moq.: Zentrales Afghanistan.[5]
- Anabasis oropediorum Maire: Sie kommt in Marokko, Algerien, Tunesien, Libyen, Ägypten, auf der Sinaihalbinsel und in Israel vor.[4]
- Anabasis paucifolia M.Pop. ex Iljin
- Anabasis pelliotii Danguy: Zentralasien bis südwestliches Xinjiang.[5]
- Anabasis prostrata Pomel.: Marokko und Algerien.[5]
- Anabasis salsa (C.A.Mey.) Benth. ex Volkens: Sie kommt in europäischen Russland, in West-Sibirien, in Aserbaidschan, im Iran, in Kasachstan, Usbekistan, in Xinjiang und in der Mongolei vor.[4]
- Anabasis setifera Moq.: Ägypten und Sudan bis nordwestliches Indien.[5]
- Anabasis syriaca Iljin: Marokko, Algerien, Tunesien, Sinai bis Syrien.[5]
- Anabasis truncata (Schrenk) Bunge: Zentralasien bis nordwestliches China.[5]
- Anabasis turgaica Iljin & Krasch.: Kasachstan.[5]
- Anabasis turkestanica Iljin & Korov.: Zentralasien bis nördliches Afghanistan.[5]